# Diagram TAS

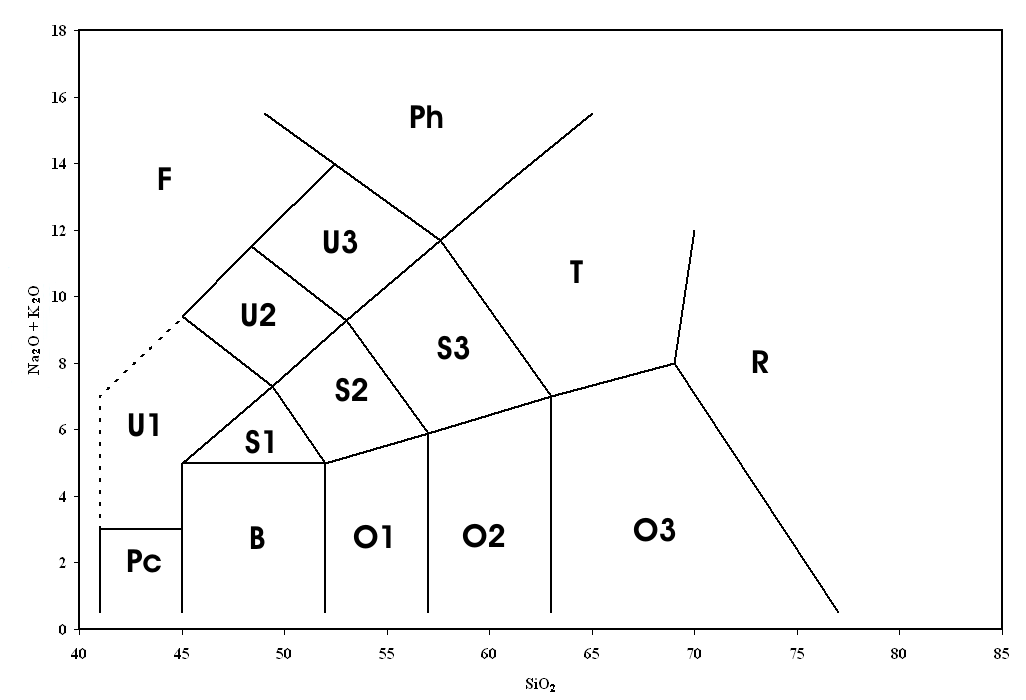
Schéma diagramu TAS s popisem polí:
F – foidit, Ph – fonolit, Pc – pikritický bazalt, U1 – bazanit, U2 – fonotefrit, U3 – tefrofonolit, B – bazalt, S1 – trachybazalt, S2 – bazaltický trachyandezit, S3 – trachyandezit, T – trachyt, O1 – bazaltický andezit, O2 – andezit, O3 – dacit, R – ryolit.

Diagram TAS je petrologický klasifikační diagram používaný k určování extruzivních hornin, u kterých nelze využít diagram QAPF. Používá se tedy ke klasifikaci mikrokrystalických extruzivních hornin a vulkanických skel. Je založený na poměru celkového obsahu oxidu křemičitého (SiO2) vůči celkovému obsahu alkálií: oxidu sodného (Na2O) a oxidu draselného (K2O). Název diagramu je odvozen z anglického názvu (Total Alkali Silica) uvedeného poměru.